# Australobolbus cruciatus
Australobolbus cruciatus är en skalbaggsart som beskrevs av Henry Fuller Howden 1989. Australobolbus cruciatus ingår i släktet Australobolbus och familjen Bolboceratidae. Inga underarter finns listade.